# آني أرنييل
آني أرنييل (بالإنجليزية: Annie Arniel)‏ (مايو 1873 - 9 فبراير 1924) عاملة مصنع في الولايات المتحدة الأمريكية، وبرزت في الدفاع عن حقوق المرأة. ولدت في هارينجتون، ديلاوير، الولايات المتحدة، مثل آنا إل. ملفين، تزوجت من جورج أرنييل من كندا وأصبحت أرملة في عام 1910. لعبت آني دورًا رئيسيًا في المساعدة في الفوز بصوت النساء في الولايات المتحدة.

## النشاط
كانت أرنييل عاملة في مصنع، تعيش في وسط مدينة ويلمنجتون، بولاية ديلاوير، عندما تم تجنيدها من قبل مابل فيرنون وأليس بول لعضوية حزب المرأة الوطني (NWP). بصفتها عضوًا في الحراس الصامتين، كانت من بين الستة الأوائل الذين تم اعتقالهم وسجنهم في 27 يونيو 1917، في البيت الأبيض. أمضت ثمانية أحكام بالسجن بسبب الاحتجاج على حق الاقتراع: ثلاثة أيام في يونيو 1917؛ 60 يومًا في سجن أوكوكوان في فيرجينيا، من أغسطس إلى سبتمبر 1917، بتهمة الاعتصام؛ 15 يومًا للاجتماع في ساحة لافاييت؛ وخمس جمل من خمسة أيام لكل منهما في يناير وفبراير 1919 لمظاهرات نيران NWP.
بعد مشاركتها في مظاهرة في مبنى الكابيتول في الولايات المتحدة في أكتوبر 1919، عوملت أرنيل بوحشية من قبل الشرطة لدرجة أنها فقدت الوعي وأصيب ظهرها. تم نقلها إلى المستشفى، وأعطتها الشرطة أنها كانت "خشونة حتى قليلا" عندما تم الاستيلاء على لافتة لها. وفي المستشفى، أخبرت شرطة المستشفى الحاضرين بأنها أصيبت في حادث سيارة في الشارع."

## الموت
وفقًا لسجل وفاة أرنييل في ديلاوير، توفيت في 9 فبراير 1924 عن عمر يناهز 55 عامًا. كان سبب الوفاة «اختناقًا بالغاز المضيء؛ بنية الانتحار».